# Ptericoptus acuminatus
Ptericoptus acuminatus är en skalbaggsart som först beskrevs av Fabricius 1801.  Ptericoptus acuminatus ingår i släktet Ptericoptus och familjen långhorningar.
Artens utbredningsområde är Paraguay. Inga underarter finns listade i Catalogue of Life.